# Komma (Rhetorik)
Das Komma (griechisch κόμμα „Abschnitt“, „Einschnitt“; lateinisch comma, incisio, incisum, articulus, particula; deutsch auch Inzision) ist im rhetorischen Sinn ein kurzer Abschnitt von bis zu etwa drei Wörtern, kürzer als ein Kolon und kleinster Teil einer Periode.